# Edoardo Molinar
Edoardo Molinar (Rocca Canavese, 31 agosto 1907 – Rocca Canavese, 22 settembre 1994) è stato un ciclista su strada italiano.
Professionista e indipendente tra il 1931 e il 1939, fu il primo corridore italiano a vincere una tappa alla Vuelta a España.

## Carriera
Canavese ma trasferitosi a metà anni 1930 in Costa Azzurra, fu attivo soprattutto come indipendente, pur con alcuni anni da professionista con la francese Tendil, distinguendosi come scalatore. Vinse la Torino-Valtournenche e la Coppa Collecchio nel 1933, oltre che la Toulon-Aubagne-Toulon 1934 e le prove in salita del Puy-de-Dôme nel 1934 e del Mont Coudon nel 1937.
Fu il primo corridore italiano a vincere una tappa alla Vuelta a España, imponendosi nella tredicesima frazione dell'edizione 1935, da Cáceres a Zamora; nella stessa edizione si aggiudicò la classifica della montagna e ottenne il quarto posto finale. Prese parte tre volte al Giro d'Italia, concludendo decimo nel 1936 e settimo nel 1937, in entrambi i casi come ciclista "isolato" o individuale; due furono le partecipazioni al Tour de France, nel 1934 e 1937, sempre come isolato.

## Palmarès
- 1933

2ª tappa Giro della Liguria (Sanremo > Savona)
Classifica generale Giro della Liguria
Torino-Valtournenche
Coppa Collecchio
- 1934

Course de Puy-de-Dôme
Toulon-Aubagne-Toulon
- 1935

13ª tappa Vuelta a España (Cáceres > Zamora)
- 1937

Course de Mont Coudon

### Altri successi
- 1935

Classifica scalatori Vuelta a España

## Piazzamenti

### Grandi Giri
- Giro d'Italia

1936: 10º
1937: 7º
- Tour de France

1934: 13º
1937: ritirato (7ª tappa)
- Vuelta a España

1935: 4º

### Classiche monumento
- Milano-Sanremo

1932: 32º
- Giro di Lombardia

1931: 13º
1932: 20º
1934: 10º
1937: 24º